# Свибно
Свибно (словен. Svibno) је насељено место у словеначкој општини Радече у покрајини Долењска која припада Посавској регији. До јануара 2014. је припадало Савињској регији. У свом саставу има 5 засеока Маларија, Цумер, Пристава, Расберг и Подлог.
Налази се на надморској висини 538,6 м, површине 3,61 км². Приликом пописа становништва 2011. године насеље је имало 163 становника. 
Локална парохијска црква посвећена је Светом Крсту и припада римокатоличкој надбискупији у Љубљани. Датира из 13. века, али је обнављана и рестилизована кроз векове 14 век, 18 век и 1978. године. У основи је романичка црква, обновљена у готичком и барокном стилу у 18. веку. Опрема је углавном барокна.